# Atylotus ovazzai
Atylotus ovazzai är en tvåvingeart som beskrevs av João Tendeiro 1965. Atylotus ovazzai ingår i släktet Atylotus och familjen bromsar.
Artens utbredningsområde är Guinea-Bissau. Inga underarter finns listade i Catalogue of Life.